# Höfe am Brühl

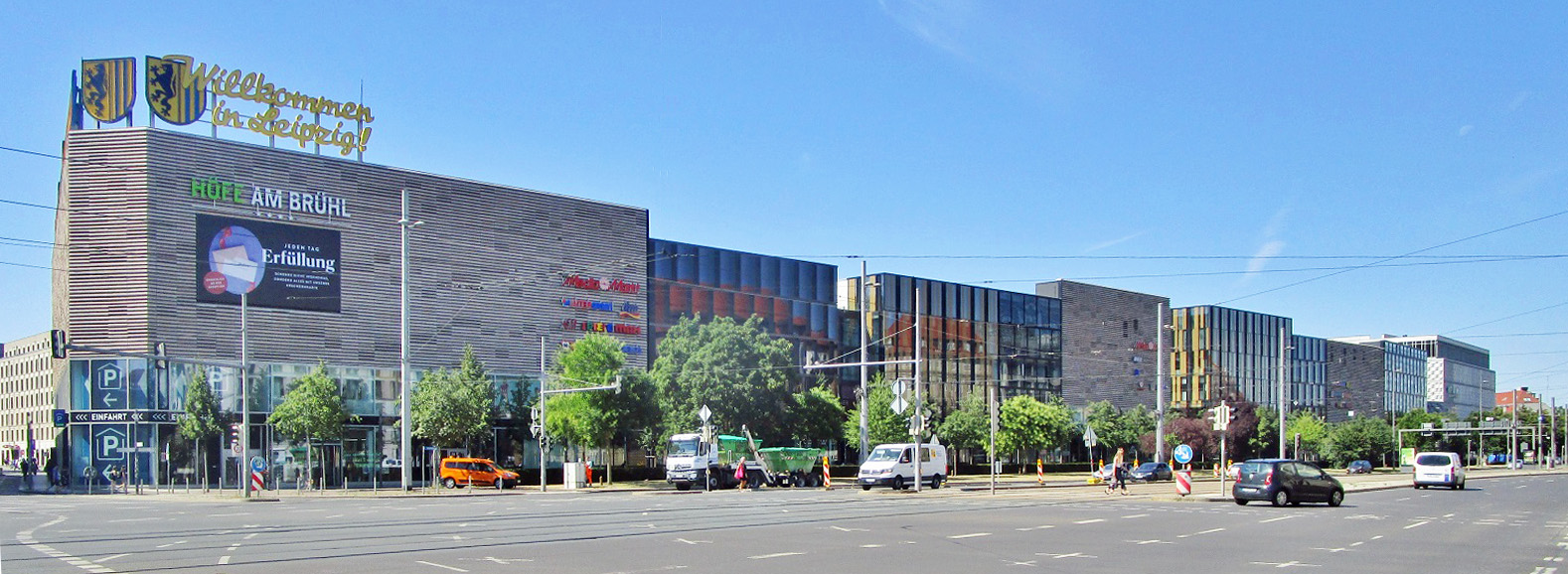
Höfe am Brühl – Tröndlinring (2022)

Die Höfe am Brühl sind ein Einkaufszentrum zwischen Richard-Wagner-Platz, Brühl, Richard-Wagner-Straße und Am Hallischen Tor in Leipzig.

## Gebäude

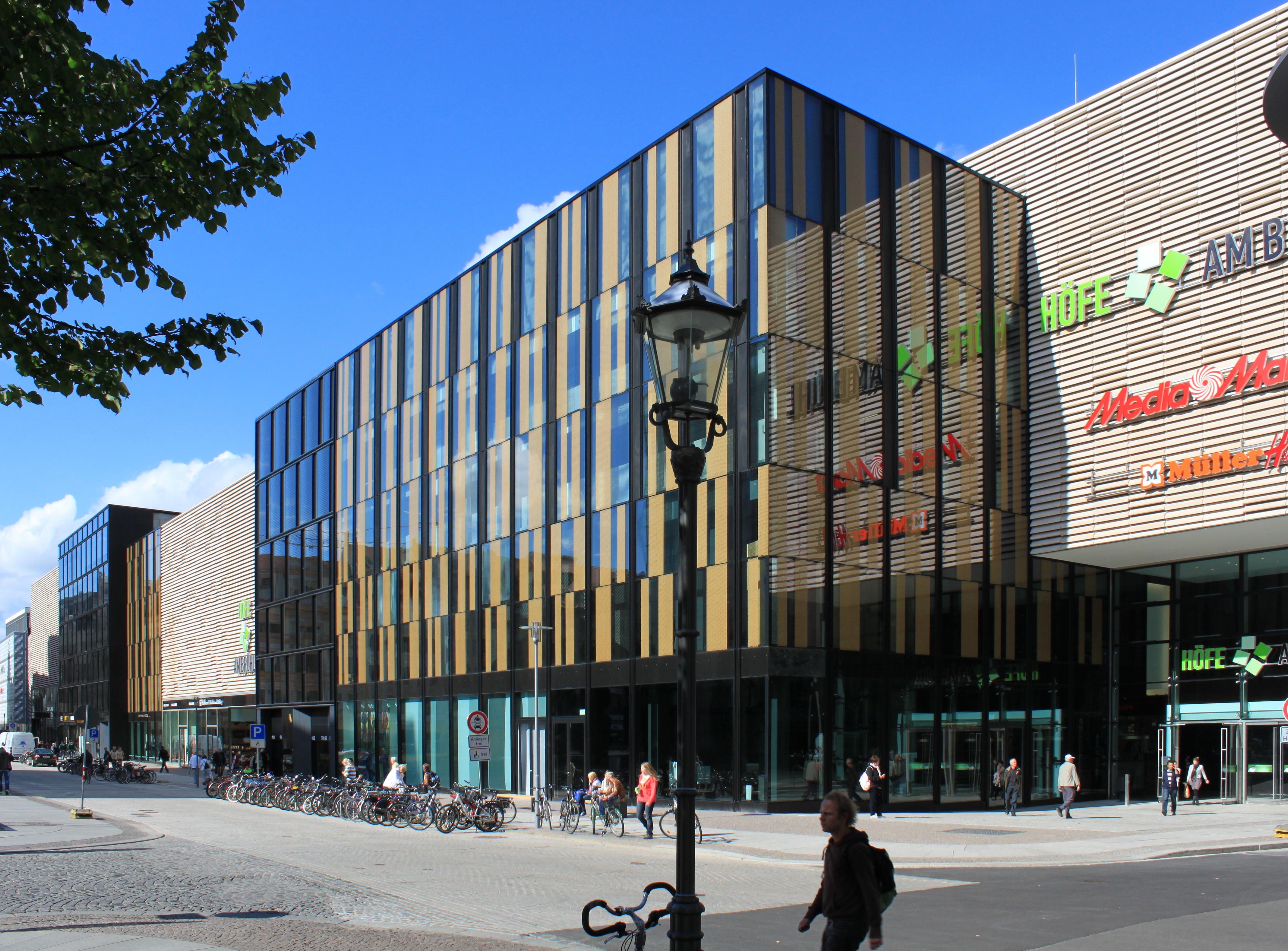
Die Höfe am Brühl von der Ecke Brühl/Am Hallischen Tor aus gesehen

Auf einer Fläche von etwa 22.300 Quadratmetern im Untergeschoss (von den Betreibern der Höfe am Brühl nur als „Basement“ bezeichnet), Erdgeschoss und ersten Obergeschoss bieten die Höfe am Brühl eine Handelsfläche von etwa 45.000 Quadratmetern mit 130 Geschäften. Im zweiten und dritten Obergeschoss befinden sich 820 Parkplätze. Im vierten Obergeschoss des Gebäudes wurden 31 Wohnungen errichtet.
Im Vorfeld des Baus wurde das im Volksmund Blechbüchse genannte ehemalige Konsument-Warenhaus am Brühl abgerissen. An gleicher Stelle entstand ein Neubau mit der charakteristischen, denkmalgeschützten Aluminium-Fassade, der wie die übrigen Gebäudeteile im Untergeschoss, Erd- und zwei Obergeschossen Handelsflächen und darüber auf zwei Etagen Parkflächen beherbergt.

## Geschichte

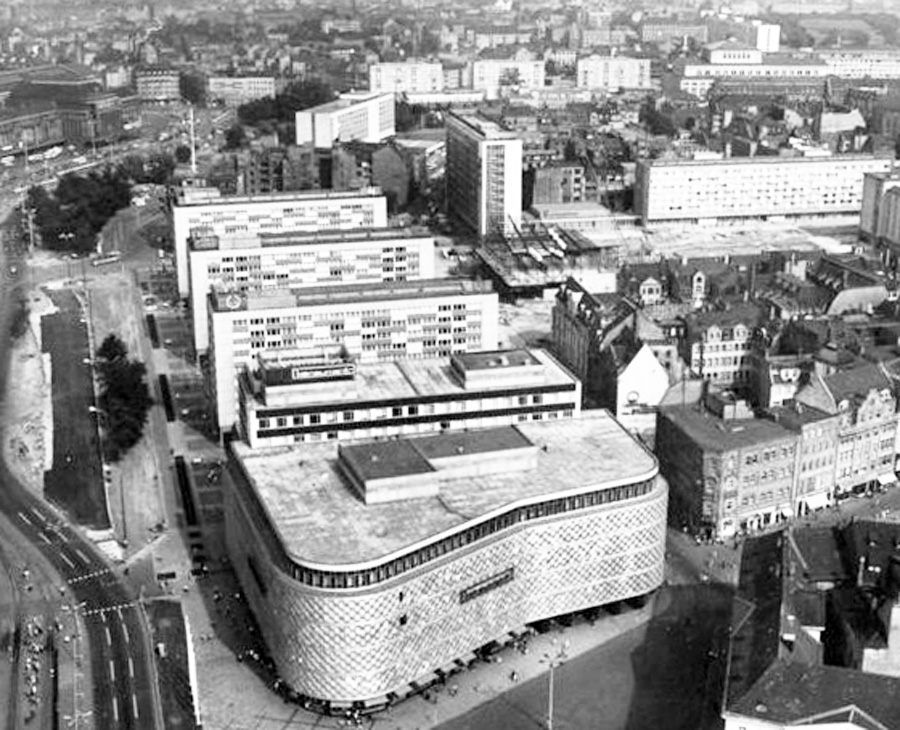
Gelände der heutigen Höfe am Brühl zwischen Richard-Wagner Platz (vorn) und Am Hallischen Tor (hinten) im Jahr 1969

Der Bau entstand von 2010 bis 2012 unter der Bauherrschaft der mfi management für immobilien AG.
An der Stelle der Höfe am Brühl befanden sich zuvor am Richard-Wagner-Platz die leerstehende „Blechbüchse“ sowie dahinter bis Am Hallischen Tor drei 1966 erbaute zehngeschossige Wohnblöcke mit eingeschossigen Verbindungsbauten. Der Leipziger Künstler Michael Fischer-Art bemalte 2006 13.000 Quadratmeter Planen mit den Porträts der seiner Meinung nach wichtigsten Leipziger. Die Wohngebäude wurden ab Herbst 2007 abgerissen. Mit Entkernung und Abriss der Blechbüchse wurde am 8. Februar 2010 begonnen.
Die Grundsteinlegung für die Höfe am Brühl fand am 9. Dezember 2010 statt. Am 8. Dezember 2011 wurde Richtfest gefeiert. Die Eröffnung des Gebäudekomplexes war am 25. September 2012.

## Name und Konzept
Vor der Zerstörung im Zweiten Weltkrieg befanden sich am Brühl Handelshäuser, die über einen oder mehrere Höfe mit entsprechenden Häusern in der Richard-Wagner-Straße verbunden waren. Auch im Neubau wurden Innenhöfe mit historischem Bezug geschaffen, von dieser Tatsache leitet sich der Name Höfe am Brühl für das Einkaufszentrum ab.
Das kunsthistorische Konzept, an dessen Erarbeitung der Kunstwissenschaftler Wolfgang Hocquél beteiligt war, greift die Geschichte der bekanntesten Gebäude am alten Brühl auf und integriert sie in Form von Schaukästen in zehn Treppenhäusern und Aufdrucken auf den Glasfassaden in den Neubau. Es gibt vier Höfe und verschiedene Gassen, die die Höfe miteinander verbinden.

### Geburtshaus Richard Wagners
An der Stelle des 1914 errichteten Erweiterungsbaus des Kaufhauses Brühl standen die Häuser Brühl 1 und 3. Das Haus Nr. 3 hatte von seinem 1886 abgebrochenen Vorgängerbau Roter und weißer Löwe den Zusatznamen Wagnerhaus übernommen. In diesem Haus kam am 22. Mai 1813 Richard Wagner zur Welt. An etwa der gleichen Stelle ist das Bild des ehemaligen Hauses als Punktraster auf einer Glasfläche des Neubaus angebracht.

### Drey-Schwanen-Hof
Das Haus Brühl 7 Zu den drey (weißen) Schwanen war ein Gasthof, der schon 1578 den Namen Zum weißen Schwan trug. Die Bezeichnung Zu den drei Schwanen wurde im 17. Jahrhundert allgemein üblich. Von 1743 bis 1778 fand in diesem Gebäude das Große Konzert statt.

### Schönkopfscher Hof/Goethehof
Das Haus Brühl 19 war von 1716 bis 1754 im Besitz der Familie Schönkopf. Christian Gottlieb Schönkopf, der Vater von Anna Katharina Schönkopf, unterhielt darin nach 1754 eine Gastwirtschaft, in der Johann Wolfgang Goethe als Student sein Mittagessen einnahm. 1926 wurde das Schönkopfsche Haus mit dem Nachbarhaus Nr. 17 vereinigt. In der Planungsphase wurde der Schönkopfsche Hof als Goethehof bezeichnet.

### Plauenscher Hof
Dem alten Gasthof Brühl 23, in dessen Messezimmern vorwiegend Kauf- und Fuhrleute aus Plauen wohnten, wurde seit 1804 der Name Plauenscher Hof bewilligt. Das Grundstück war mit dem Haus Richard-Wagner-Straße 15 verbunden, wo sich auch die Einfahrt befand. Im Jahr 1863 übernahm Ernst Pinkert (1844–1909) für zwei Jahre den alten Furmannsgasthof, der Komplex wurde in den 1870er Jahren abgerissen und durch einen Neubau mit wiederum gewerblichen Betrieben ersetzt. Unter anderem beherbergte es seit 1900 das „Erste Wiener Café“ unter dem Inhaber Louis Pfau. Bekannt wurde Pinkert, der ständig exotische Tiere in seinen beiden Restaurationsbetrieben präsentierte, als Gründer des Zoologischen Gartens im Jahr 1878.
Mit dem Fußgängerbereich zwischen Brühl und Richard-Wagner-Straße wurde die historische Wegeverbindung am früheren Plauenschen Hof wiederhergestellt. Sie erhielt den Namen Plauensche Straße, den sie bis zur Zerstörung im Zweiten Weltkrieg bereits getragen hatte.

### Lattermanns Hof
Das Haus Brühl 27, das mit der Richard-Wagner-Straße 13 verbunden war, befand sich 1814 bis 1883 im Besitz von Franz Lattermann und dessen Erben.
Der neu errichtete Lattermanns Hof als Teil der Höfe am Brühl wurde in seiner Gestaltung den Themen Mode und Lifestyle gewidmet. Die hier ansässigen Geschäfte stammen ebenfalls aus diesen Branchen.

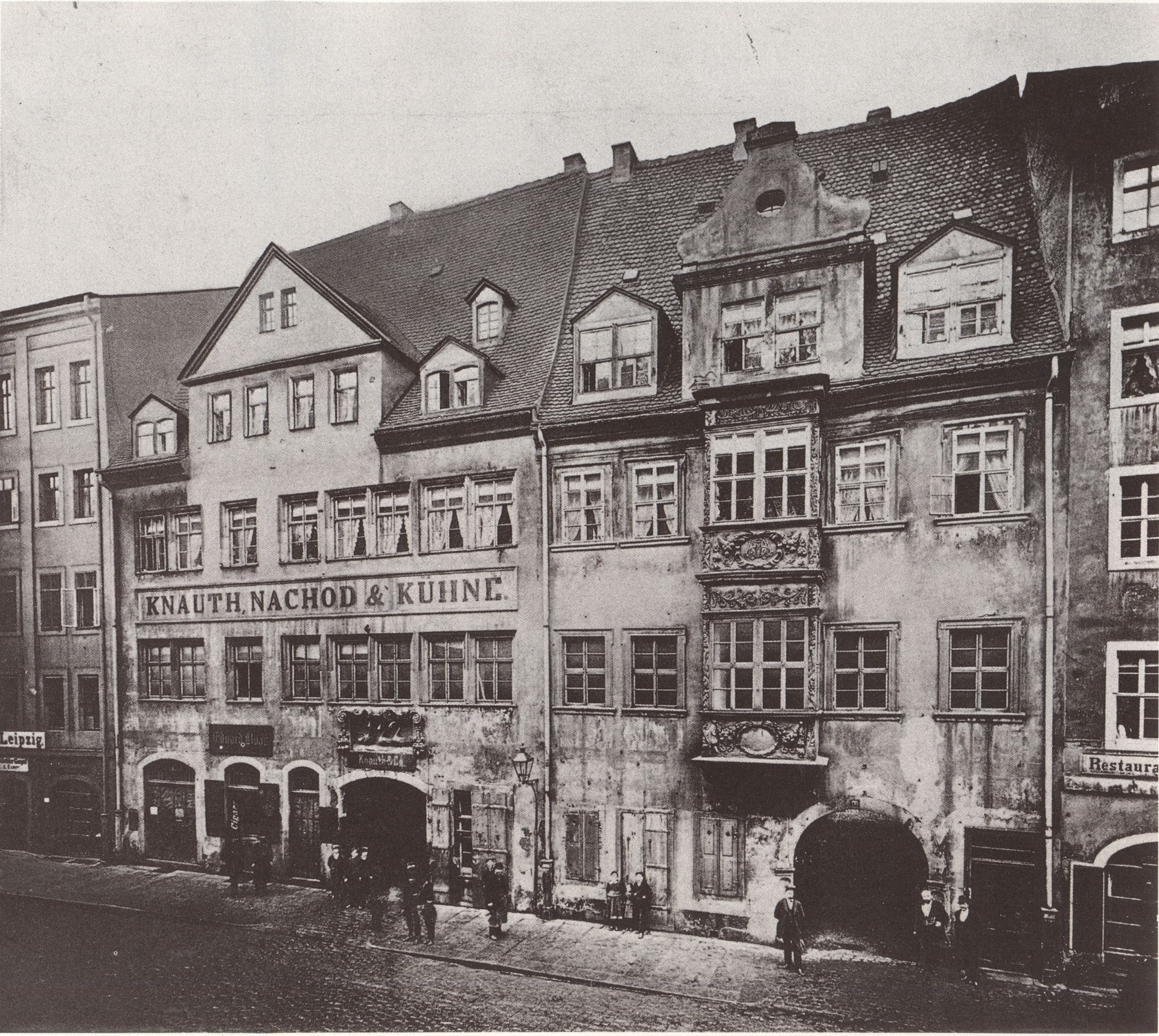
Zu den drei Schwanen (links, um 1870)
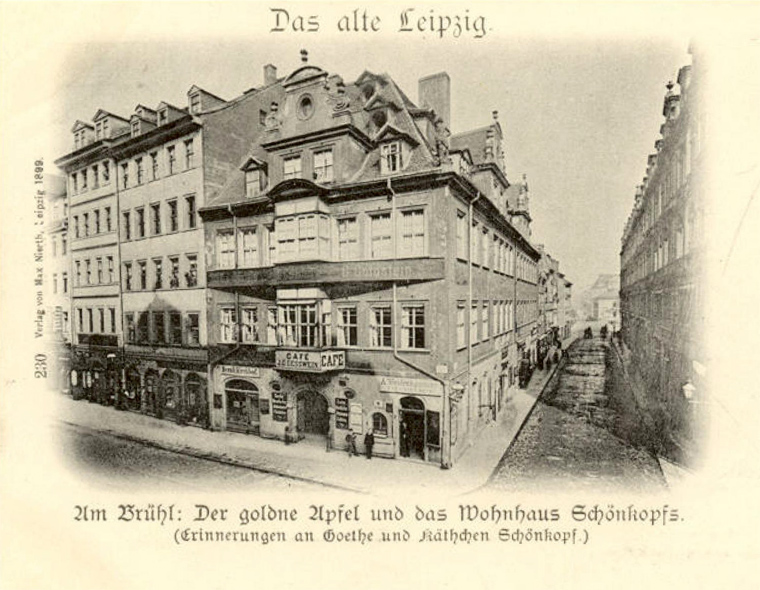
Schönkopfsches Haus (links)
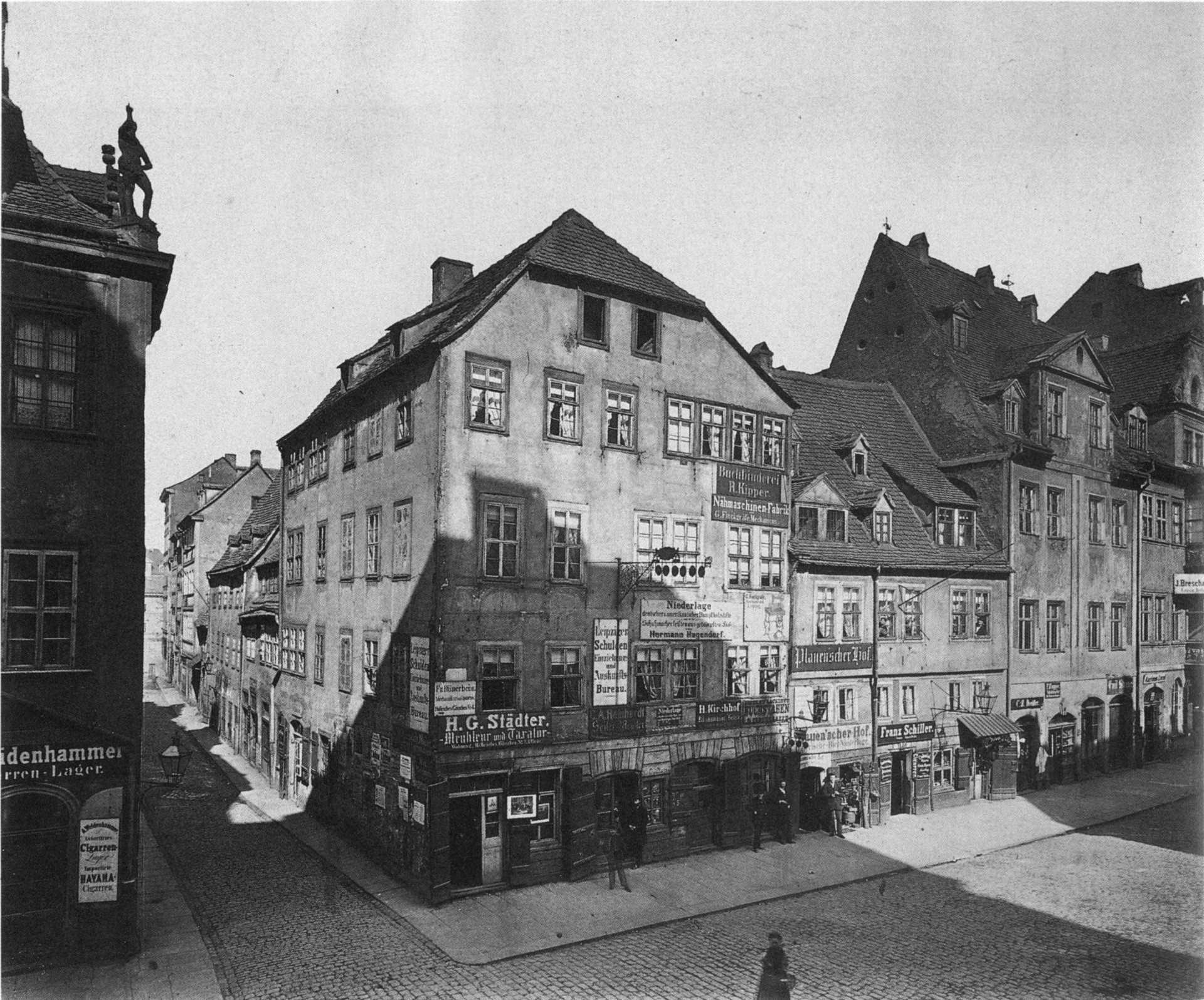
Plauenscher Hof (1873)
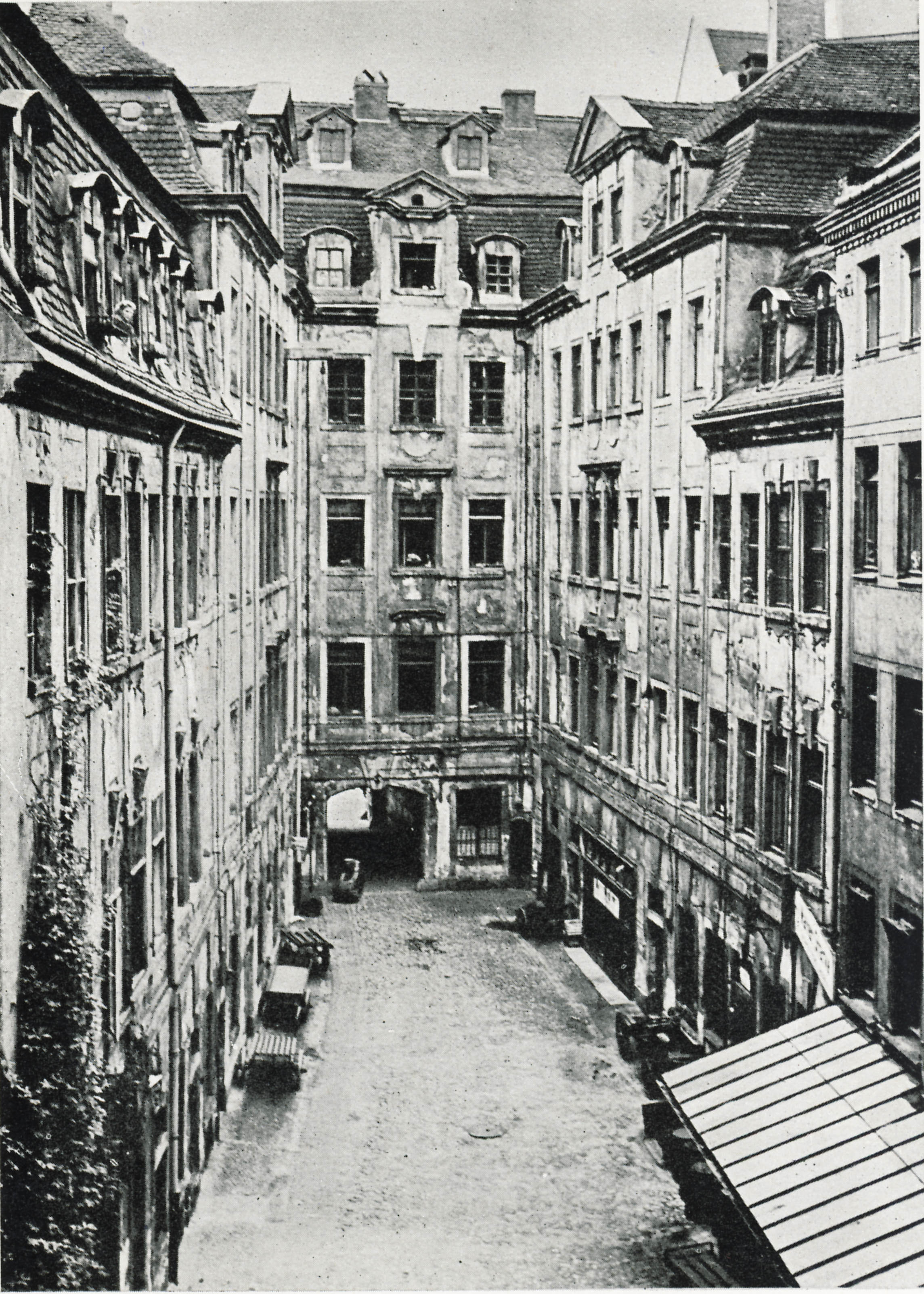
Lattermanns Hof (1900)

Der neue Drey-Schwanen-Hof (Medienhof)
Der Schönkopfsche Hof bzw. Goethehof mit begrünter Säule
Der Plauensche Hof mit Wassersäule
Lattermanns Hof als Teil der Höfe am Brühl

## Kritik
Obwohl das innerstädtische Einkaufszentrum neue Kundenströme in die Stadt locken soll, befürchten Einzelhändler im Stadtzentrum eine weitere Kaufkraftumverteilung und einen härteren Konkurrenzkampf zu ihren Ungunsten. Dabei spielt auch die gegenüber anderen ostdeutschen Städten wie Dresden, Erfurt, Jena, Potsdam oder Rostock geringe Kaufkraft in Leipzig eine Rolle.